# If I Was Your Vampire
If I Was Your Vampire är titeln på den första låten på Marilyn Mansons sjätte studioalbum, Eat Me, Drink Me. Det är den första låten på albumet och även den längsta, 5:56.
Den 16 april, 2007, lade Manson ut låten på sin MySpace, tillsammans med bilden på albumets framsida. Låten gjorde sin radiobebut på den engelska radiokanalen BBC Radio One under en intervju med Manson tillsammans med den första singeln, "Heart-Shaped Glasses (When the Heart Guides the Hand)", från Eat Me, Drink Me.